# Panzerdivision Feldherrnhalle 2
La Panzer-Division Feldherrnhalle 2 était une division régulière de la Wehrmacht active durant la Seconde Guerre mondiale. Elle est créée le 22 décembre 1944 sous le nom de 2. Panzer-Division Feldherrnhalle à partir d’éléments de la 13. Pz.Div. et de la Panzergrenadier-Div. 60 "Feldherrnhalle". C'est seulement le 9 mars 1945 que la dénomination de la division change pour Panzer-Division Feldherrnhalle 2.

## Organisation

### Commandant
| Date                     | Grade       | Commandant |
| ------------------------ | ----------- | ---------- |
| 9 mars 1945 - 8 mai 1945 | Oberst d.R. | Franz Bäke |

## Ordre de bataille
La division se compose en mars 1945 de. :
- Panzer Regiment Feldherrnhalle 2
- Panzer Grenadier Regiment Feldherrnhalle 2
- Panzer Fusilier Regiment Feldherrnhalle 2
- Panzer Artillerie Regiment Feldherrnhalle 2
- Panzer Aufklärungs Abteilung
- Panzer Pionier Bataillon
- Panzerjäger Abteilung
- Panzer Sturmgeschütze Brigade
- Heeres Flak Artillerie Abteilung
- Panzer Nachrichten Kompanie
- Panzer Versorgungstruppen

Provenance
- Pz.Gren.Rgt. 66 = Pz.Gren.Rgt. FH 2
- Pz.Rgt. 4 = Pz.Rgt. FH 2
- Pz.Aufkl.Abt. 13
- Pz.Jg.Abt. 13 = Pz.Jg.Abt. FH 2
- Pz.Art.Rgt. 13 = Pz.Art.Rgt. FH 2
- H.Flak-Art.Abt. 271 = H.Flak-Art.Abt. FH 2
- Pz.Pi.Btl. 4 = Pz.Pi.Btl. FH 2
- Pz.Nachr.Abt. 13

## Insigne
Le port de la bande de bras Feldherrnhalle est autorisé pour cette unité pour montrer sa filiation avec la SA-Standarte Feldherrnhalle.